# Pseudacanthocera sylveirii
Pseudacanthocera sylveirii är en tvåvingeart som först beskrevs av Macquart 1838.  Pseudacanthocera sylveirii ingår i släktet Pseudacanthocera och familjen bromsar. Inga underarter finns listade i Catalogue of Life.